# Máximo (duque)
Máximo (em latim: Maximus) foi um oficial romano do século IV, ativo no Oriente durante o reinado conjunto dos imperadores Valente (r. 364–378), Graciano (r. 367–383) e Valentiniano II (r. 375–392).

## Vida
Aparece pela primeira vez em 376, quando ocupava o ofício de duque da Mésia e Cítia. Nesta época, aproveitando-se da fome sentida pelos recém-chegados imigrantes tervíngios liderados por Fritigerno e Alavivo, Máximo e o oficial Lupicino conseguiram muito dinheiro com a venda de miúdas quantidades de alimentos e carcaças de cachorros pelo preço da escravização de crianças tervíngias, inclusive aquelas de origem nobre.